# FROG-7

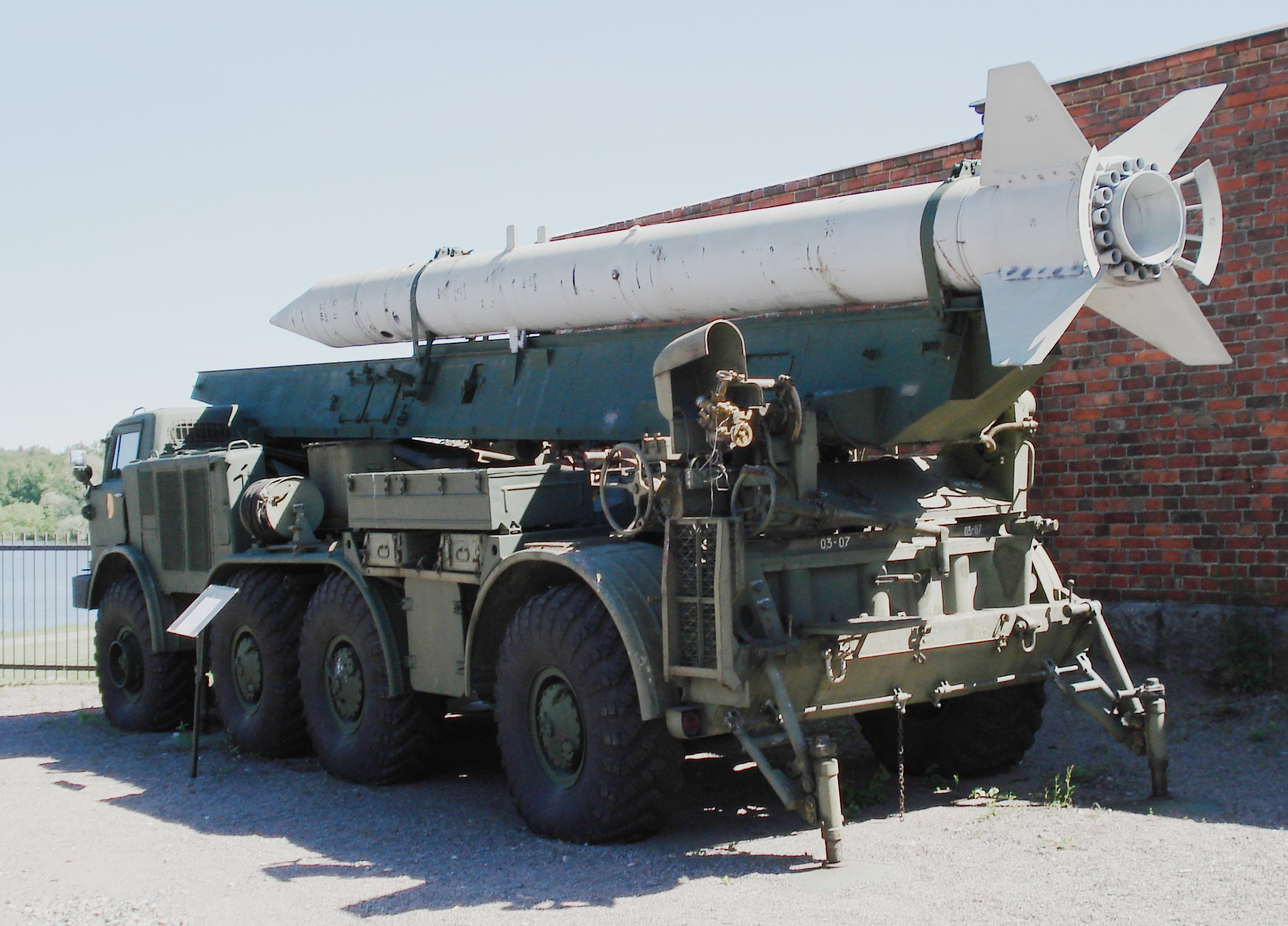
FROG-7B (Luna M)

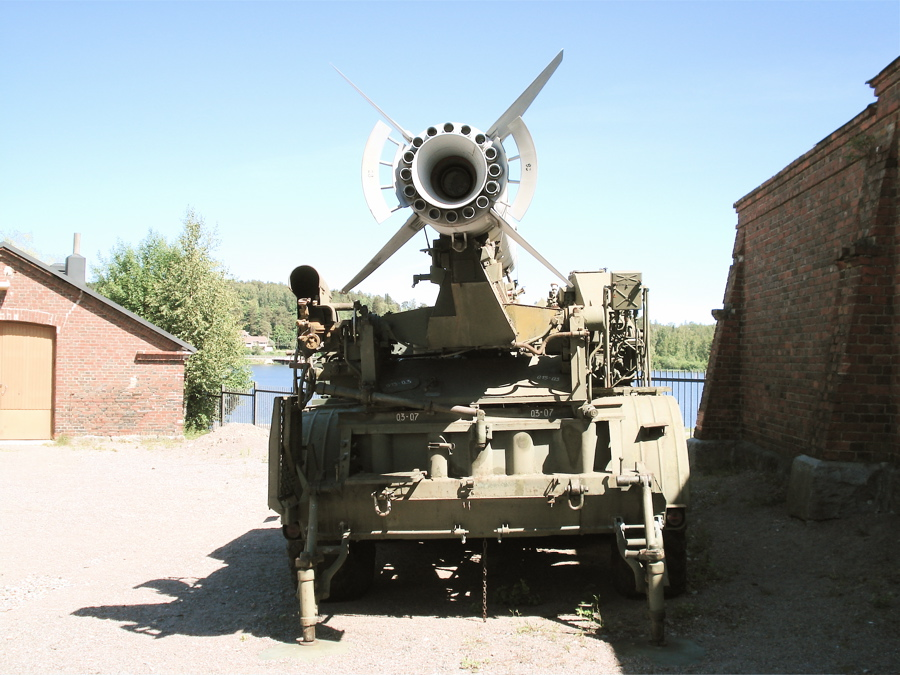
FROG-7B (Luna M)

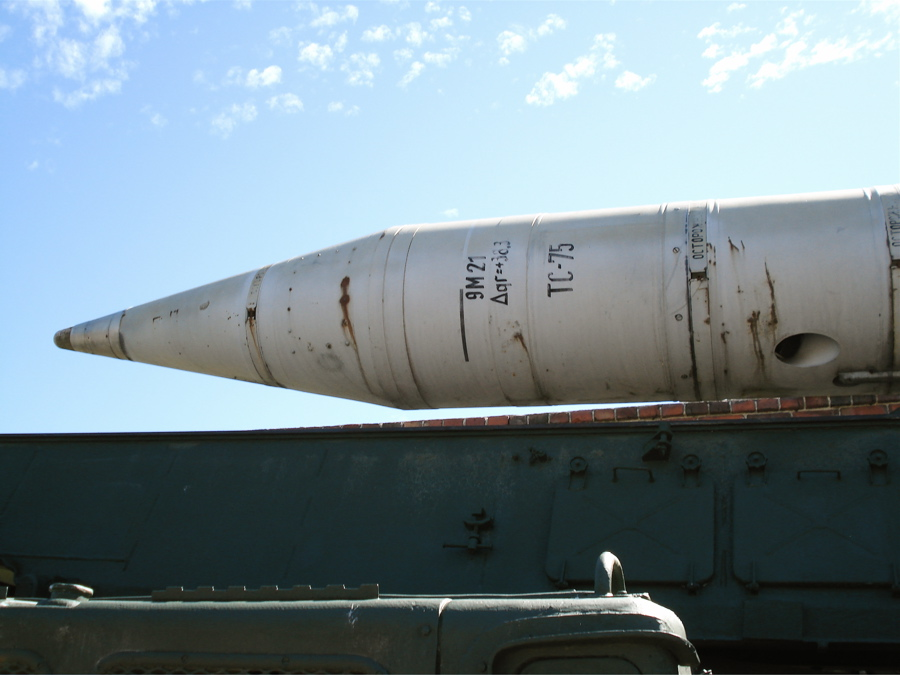
FROG-7B (Luna M)

FROG-7 또는 9K52 Luna-M(러시아어: 2К6 Луна)은 소련의 프로그 계열의 고체연료형, 비유도식, 단거리 포병 로켓의 마지막 버전이다. FROG는 나토가 이름붙인 것이다.
FROG-3, FROG-5는 루나 미사일(2K6 루나), FROG-7은 루나-M 미사일이다. M은 러시아 말로 모던이란 뜻이다. 다른 무기에서도 M을 자주 붙인다. 북한에서는 Frog-7을 화성 3호라고 부른다.

## 서술
원래 3R-11과 9R11로 불렸던 9M21은 고체 연료 로켓으로 탄두 부분 바로 뒤에 4개의 비스듬한 버니어실이 있다. 주 엔진 부분이 점화되면 버니어가 작동해 로켓을 회전시키기 시작해 안정성과 정확성을 높인다. 사거리에서 9M21의 공칭 CEP(원형오차 추정)는 400m다. 서방 첩보기관은 최대 사거리 CEP가 500~700m라고 추정했다. 러시아 소식통은 사거리 오차에서 깊이 2.8km, 방위각 오차에서 폭 1.8km 이내 지역에 낙하할 가능성이 있다고 인정했다.
군사 명칭 R-65 (NATO: Frog-7A)로도 알려진 최초의 3R-11 로켓은 길이가 8,900mm이다. 1968년 9,400mm 크기의 개선된 R-70 (NATO: Frog-7B)으로 대체되었다. 이 새로운 변형은 탄두 부분을 교체하고 로켓 후면에 공기 브레이크를 추가하여 최소 사거리를 15km (9.3마일)로 낮출 수 있다.
이 로켓은 9P113으로 명명된 수송용 전동식 발사대 (TEL)에 장착되어 있습니다. ZIL-135LM 8x8 트럭을 기반으로 하여 더 빠른 재장전을 가능하게 하는 대형 유압 크레인이 특징입니다. ZIL-135RTM 섀시를 기반으로 하는 9T29 수송기는 9M21 로켓을 3개까지 운반할 수 있다.
특히 온도에 민감한 핵포를 장착했을 때, 로켓이 날씨에 노출되는 것은 부정확성뿐만 아니라 또 다른 단점이었다. 소련은 1960년대 초에 상부 구조물과 발사 지붕을 완전히 밀폐한 개조된 9P113 발사체를 실험했다. 이로써 문제가 완전히 해결되지 않았고, 도치카를 개발해야 했다.

## 운영
소련군 복무에서 Luna-M은 대대로 편성되어 사단에 로켓포병 지원을 제공했다. 각 대대는 본부 포대와 2개의 포대로 편성되었다. 총보충은 장교 20명, 입대자 160명, 9P113 발사대 4대, 발사대당 평균 7대의 로켓포를 포함했다.
본부 포대에는 80여 명의 병력이 배치되어 대대에 지휘 및 병참 지원을 제공했다. 차량은 T29 수송차량 49대, 9T31M1 크레인 차량(Ural-375D), RM-1 정비단지(ZIL-157 3대), RVD-1 광학정비차량(Ural-375D), PKPP 정비·점검차량(ZIL-131) 등이었다.
각 발사대는 본부, 기상부, 조사부, 2개의 발사부로 구성되었다. 본부에는 9S445M 지휘 차량이 포함되어 있었다: 화재 진압 컴퓨터, 라디오, 전화기를 포함한 대피소가 부착된 GAZ-66 트럭. 기상부는 1970년대에 RVS-1 말라히트와 RMS-1 기상 레이더를 운용했다. 이후 보조 동력 장치가 지원하는 RMS-1 엔드 트레이 레이더로 업그레이드되었으며 각각 GAZ-66에 의해 견인되었다. 조사부는 발사장 준비를 위해 GAZ-69TM/TMG/TMG-2, GAZ-66T 또는 UAZ-452T를 사용했다. 각 발사부는 단일 9P113으로 구성되었다.
발사대를 준비하는 데만 15분에서 30분 정도가 소요될 수 있었다. 발사 장소는 최전방보다 20~25km 정도 늦은 곳에 위치하는 것이 일반적이었다. 사단장이 사용할 수 있는 가장 장거리 포병 시스템이었고, 일반적으로 특수 임무를 위한 포병 시스템이었다. 이 시스템은 로켓이 장거리에서 부정확하기 때문에 크고 중요한 목표물을 제외하고는 재래식 탄두를 사용하지 못했기 때문에 전문 탄두를 배치하는 데 더 효과적이었다.

## 실전사례
1962년 10월, 쿠바 미사일 위기 동안 쿠바에 소련군과 함께 다수의 루나 미사일과 12개의 호환 가능한 2킬로톤 핵탄두가 배치되었다. 루나는 이후 소련의 몇몇 위성 국가들에 광범위하게 배치되었다. 그 로켓은 널리 수출되었고, 현재는 많은 국가들이 소유하고 있다.

### 시리아
처음 사용된 시리아군은 1973년 10월 7일과 8일에 욤키푸르 전쟁 중에 갈릴리를 향해 프로그-7 폭격을 가했다. 비록 라마트 다비드와 같은 이스라엘 공군기지들을 목표로 했지만, 로켓들은 몇몇 이스라엘 정착지들을 타격했다. 이러한 민간인들에 대한 의도하지 않은 공격들은 이스라엘이 시리아 내부에서 지속적인 공중 작전을 시작할 수 있는 빌미를 제공했다.
시리아 내전이 한창이던 2012년부터 시리아군은 서로 다른 반군 세력이 장악한 지역을 상대로 프로그-7 로켓 여러 발을 발사했다.

### 이라크
이란-이라크 전쟁(1980-1988)에서 프로그-7 로켓을 집중적으로 사용했다. 이란과의 전쟁 이후 이라크는 알-라이스라는 프로젝트 코드에 따라 사거리를 100km로 늘리고 자이로스코프를 설치하여 정밀도를 높였으며 서브탄두를 장착하는 방식으로 9M21의 잔존물을 개조했다. 1991년 2월 21일, 사막 폭풍 작전 중 세네갈군은 리스-90에 큰 타격을 입었다. 그 결과 세네갈군 8명이 부상을 입었고 차량 1대가 장애를 입었다
2003년 이라크 침공 당시 데이비드 퍼킨스 미 대령의 제3보병사단 전술작전센터(TOC) 제2여단 본부는 이라크 프로그-7 로켓이나 아바빌-100 SSM 미사일의 표적과 타격을 받아 군인 3명과 언론인 2명이 사망했다. 이 밖에 군인 14명이 부상을 입었고, 차량 22대가 파괴되거나 심각하게 파손됐으며, 대부분은 험비였다.

### 유고슬라비아
유고슬라비아 전쟁에서 세르비아군은 1992년 12월 2일 주판자 외곽의 오라슈제와 1993년 9월 11일 자그레브 군 공항 등 크로아티아군에 프로그-7 로켓을 발사하여 여러 민간인이 사망했다.
1992년 4월에서 10월 사이 보스니아 세르비아군은 92번 코리더 작전 중 크로아티아 슬라본스키 브로드 시를 향해 14발의 개구리-7 로켓을 발사했다.

### 리비아
RAF 제트기들은 2011년 리비아 내전에서 시르테 남쪽의 친카다피 세력이 운용하는 프로그-7 발사대를 목표로 삼아 파괴했다.

## 운용국가
- 이집트
- 이라크
- 조선민주주의인민공화국[3]
- 시리아

## 제원
- 길이: 9.1 m, 30 feet (FROG-7A)
- 직경: 54 cm, 1.8 feet
- 중량: 2.5-2.8 tons
- 사정거리: 70 km
- 탄두: 고폭탄, 핵폭탄, 화학탄
- 탄두중량: 550 kg
- CEP: 500-700 m

## 핵탄두
1980년대 미국의 핵탄두 무게와 폭발력 공식은 다음과 같다. 현재 북한도 수소폭탄을 완성해서 이와 같을 것으로 추정된다.
{\displaystyle W=46.308*Y^{0.406}} W=무게(lb), Y=폭발력(kt)
프로그 로켓의 탄두중량은 550 kg이다. 위 공식으로 계산하면 3메가톤 수소폭탄 탑재가 가능하다.
9M21B Luna-M 미사일은 500 kg 무게의 3-200 kt 핵탄두를 탑재한다.

## 한국 관련
북한은 1969년에서 1970년 사이, 소련에서 FROG-3, FROG-5, FROG-7을 들여왔다.
대한민국 공군에 따르면, 북한이 휴전선 인근에서 발사한 프로그 미사일은 2분 내에 수도권에 도달하기 때문에, 2분 13초 정도의 요격시간을 요구하는 패트리어트 PAC-2로는 요격할 수 없다고 한다.
프로그 미사일은 사정거리가 짧아서(70 km) 서울 이남의 군사 시설을 공격할 수 없다. 그래서, 북한은 최근에 사정거리 120km의 KN-02 미사일을 개발하였다. KN-02 미사일은 북한판 랜스 미사일, 에이태킴스 미사일에 해당한다.
버웰 벨 주한미군 사령관은 북한이 구형 프로그 미사일들을 신형 KN-02 미사일로 대체할 것으로 보고 있다.
북한이 다음과 같이 핵탄두를 탑재할 수 있다고 보고 있다:
- 사정거리 53km의 170mm 장사정포: 10kt급 이하의 핵탄두
- 사정거리 55km의 FROG-5 지대지 로켓: 25kt급 이하의 핵탄두
- 사정거리 70km의 FROG-7 지대지 로켓: 25kt급 이하의 핵탄두
- 사정거리 300km의 SCUD-B 미사일: 메가톤급 이하의 핵탄두
- 사정거리 500km의 SCUD-C 미사일: 메가톤급 이하의 핵탄두

핵탄두 소형화에 대해선 아직까지 정확하게 알려진 바는 없으나, 북한은 2007년과 2010년에 소형 핵탄두만 장착한다고 알려져 있는 무수단 미사일을 공개했다.

## 같이 보기
- 장사정포
- 대포동 1호
- 대포동 2호
- 대포동미사일
- 로동 1호
- 로동 2호
- KN-02 미사일
- 스커드 미사일
- FROG-3
- FROG-5